# Musée Jean-Cocteau collection Séverin-Wunderman
 (juillet 2024).
Si vous disposez d'ouvrages ou d'articles de référence ou si vous connaissez des sites web de qualité traitant du thème abordé ici, merci de compléter l'article en donnant les références utiles à sa vérifiabilité et en les liant à la section « Notes et références ».
Le musée Jean-Cocteau collection Séverin-Wunderman est un musée municipal consacré à l'œuvre de Jean Cocteau issu principalement de la collection de Séverin Wunderman. Il constitue la plus importante ressource publique mondiale de l’œuvre de l'artiste. Il est situé à Menton dans les Alpes-Maritimes sur la Côte d'Azur. Il a été inauguré en novembre 2011.
Le bâtiment est dû à l'architecte Rudy Ricciotti.
En octobre 2018, une vague de 7 mètres a inondé le bâtiment et plusieurs dizaines d’œuvres ont été abîmées. Le musée est fermé,. Les expositions temporaires de l'œuvre de Cocteau sont visibles au musée Jean Cocteau Le Bastion.

## La collection Séverin Wunderman
Né en 1938, le collectionneur américain d'origine belge, Séverin Wunderman, a constitué tout au long de sa vie une collection éclectique d'œuvres d'art avec une prédilection pour le travail de Jean Cocteau. Souhaitant que son œuvre revienne en France, il fait une donation à la ville de Menton le 27 juin 2005 d'un fonds de 1 800 œuvres, dont un millier réalisées par Jean Cocteau.

## Le bâtiment
Le musée Jean Cocteau collection Séverin Wunderman a été construit pour accueillir cette donation par l'architecte Rudy Ricciotti, retenu en 2008 à l'issue d'un concours européen. Le musée, d'une forme triangulaire légèrement tronquée, couvre une surface de 2 700 m2. Hors paroi moulée, 3 700 m3 de béton ont été nécessaires pour réaliser l'ouvrage. La façade morcelée se veut refléter les multiples facettes du travail de Jean Cocteau.

## Le Bastion
Pour les articles homonymes, voir Bastion (homonymie).
Le Bastion est le musée historique consacré à l'œuvre de Jean Cocteau ouvert en 1966, soit trois ans après la mort l'artiste. Les espaces conçus par Cocteau abritent ses œuvres laissées à Menton sur le thème de la Méditerranée (pastels, série des Innamorati, céramiques…). Depuis la fermeture du musée construit par Rudy Ricciotti en 2018, les expositions temporaires se poursuivent au musée du Bastion  à raison de deux par an, incluant les deux collections : la collection historique et la collection donnée à Menton en 2005 par Séverin Wunderman.

## Inondation de 2018
Le 29 octobre 2018, des vagues de 7 mètres, provoquées par la tempête Adrian, ont inondé le musée et abîmé plusieurs œuvres. En 2023, Nice Matin rapporte que depuis six ans, les œuvres ont été restaurées à hauteur de 70 % ; les restaurations se poursuivent.

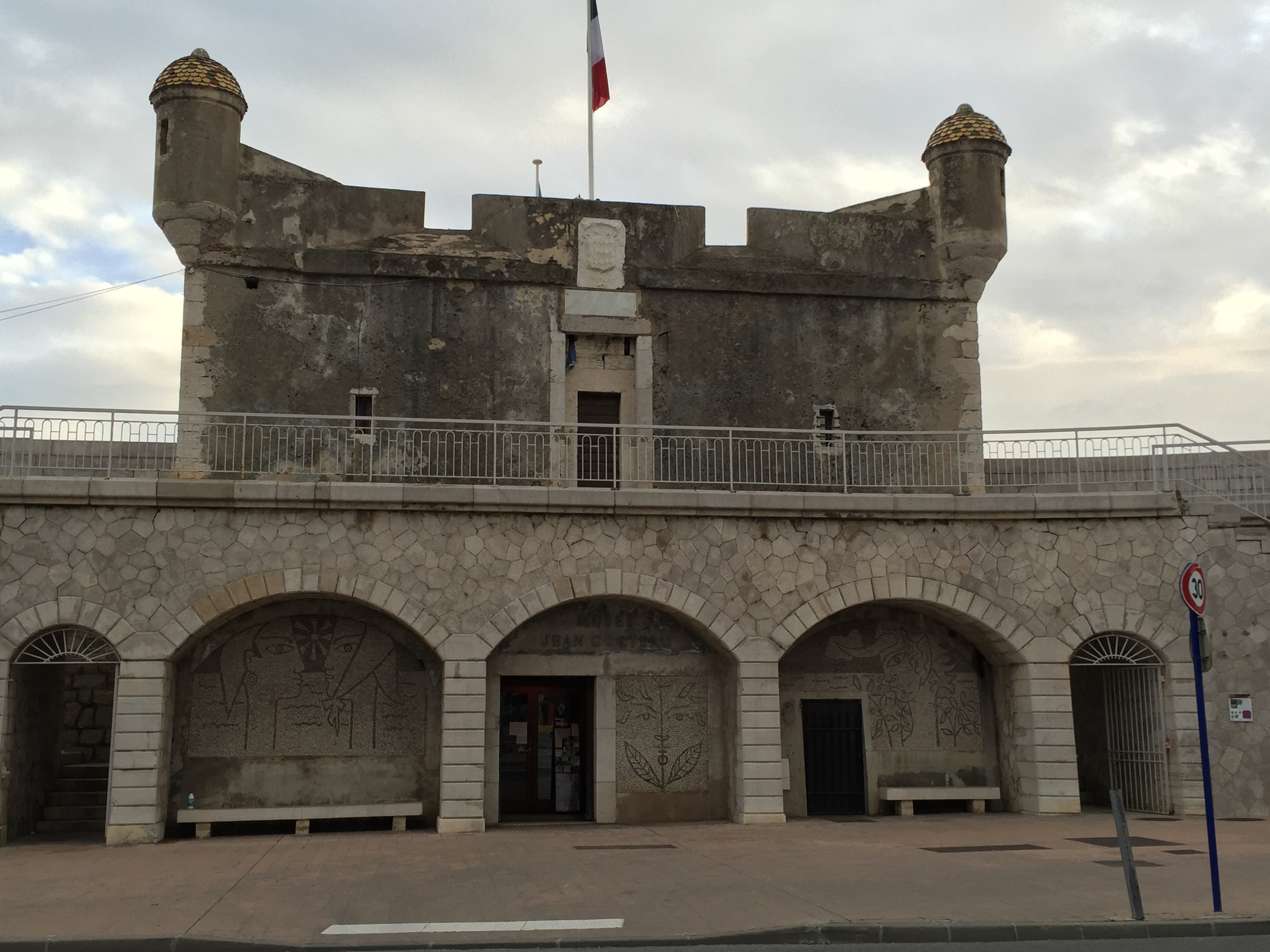
Le Bastion.
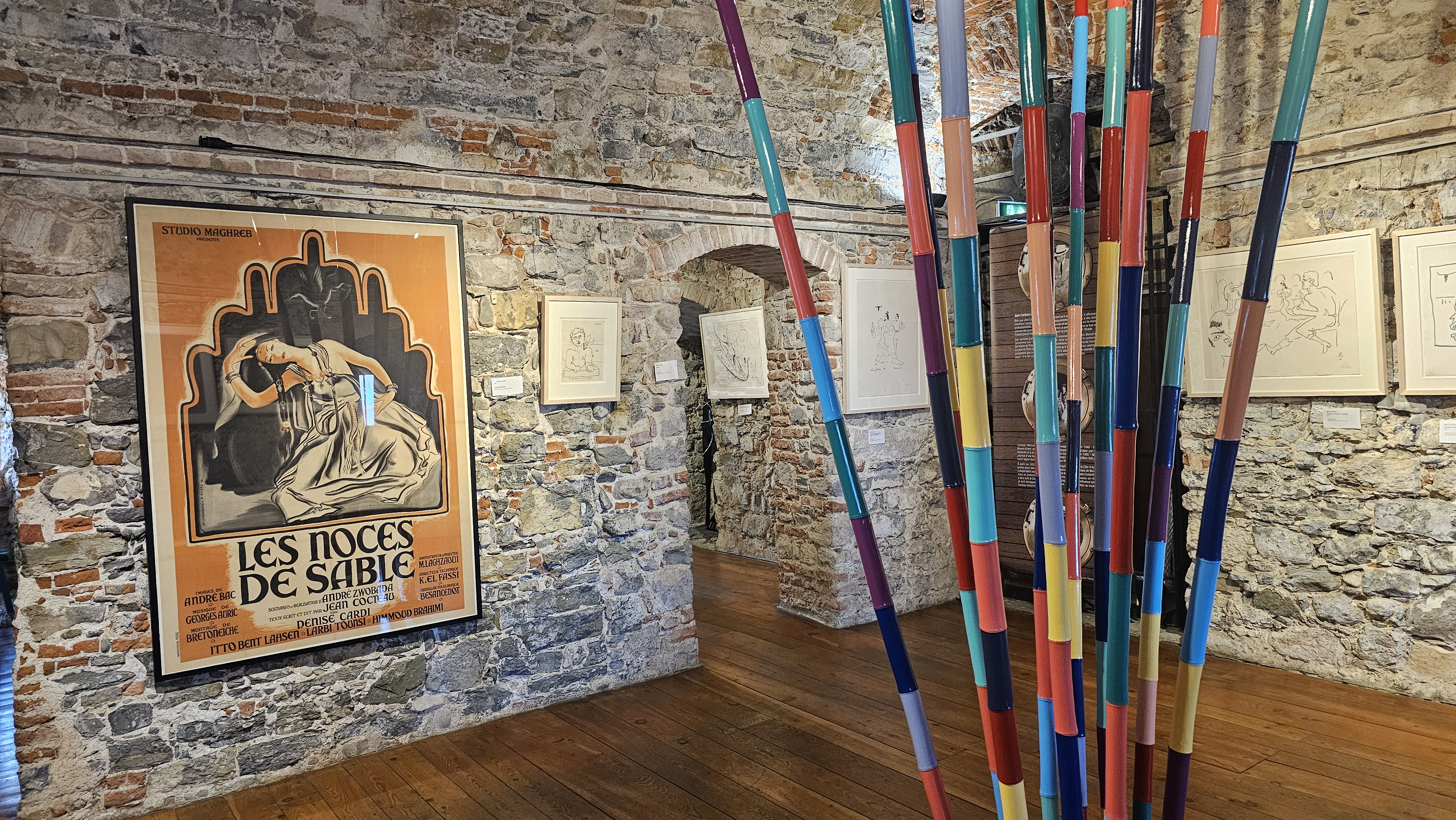
Salle intérieure du bastion.